# Річард Вічелло
Річард Вічелло (англ. Richard Whichello; нар. 27 травня 1967) — колишній британський тенісист.
Найвищу одиночну позицію світового рейтингу — 286 місце досяг 28 листопада 1988, парну — 284 місце — 14 листопада 1988 року.

## Титули на челленджерах

### Парний розряд: (1)
| Ранг | Рік  | Турнір          | Покриття | Партнер     | Суперники                  | Рахунок  |
| ---- | ---- | --------------- | -------- | ----------- | -------------------------- | -------- |
| 1.   | 1988 | Knokke, Бельгія | Ґрунт    | Девід Айзон | Kurt Robinson Justin Stead | 6–4, 6–3 |